# Planetario Nundehui
El Planetario Nundehui (del mixteco "Mirando al cielo" o "de cara al cielo") inició su construcción en el año 1973; mediante un convenio firmado entre las ciudades hermanas de Palo Alto, California y Oaxaca de Juárez; e inaugurando en 1976. Se encuentra en la parte oriente del Cerro del Fortín en su parte más alta, al norte del Auditorio Guelaguetza. El cerro del Fortín está ubicado al noroeste de la ciudad de Oaxaca, a 2 km aproximadamente.  
El Planetario Nundehui está dotado de una sala de proyecciones planetarias con un proyector planetario analógico marca Goto, modelo Marte 5, Fabricado con tecnología japonesa en 1950; capaz de proyectar una representación artificial del Cosmos, con diferentes programas y horarios. Su composición arquitectónica es modernista (1973). Está ubicado en Vía Nicolás Copérnico s/n, en Cima del Cerro del Fortín, Oaxaca de Juárez, Oaxaca, México.
En su interior se proyecta una reproducción de la bóveda celeste con sus constelaciones correspondientes, fotografías de diferentes del sistema solar, la superficie lunar, esquemas glíficos de los calendarios zapotecos y mixtecos, el Sol, galaxias y algunos fenómenos cósmicos. Las funciones duran 45 min. En promedio y tiene una capacidad para 110 personas.
El Planetario cuenta también con una Sala de Exhibición, en la cual se presentan diferentes exposiciones educativas relacionadas con la ciencia y la tecnología, en la cual destacan fragmentos de los metoritos Allende y Toluca.
- Datos: Q21573641